# Ивјанец
Ивјанец (блр. Івянец; рус. Ивене́ц) је градско насеље са административним статусом варошице (городской посёлок) у централном делу Републике Белорусије. Административно је део Валожинског рејона Минске области. 

## Географија
Насеље лежи у благо заталасаном и шумовитом подручју на обалама реке Волме, на око 31 км југоисточно од града Валожина, односно 40 км од града Дзјаржинска. Друмским правцима је повезан са околним већим градовима (Минском, Дзјаржинском, Валожином, Стовпцима и Навагрудком).

## Историја
Помиње се у XIV веку као феудални посед тадашњег литванског кнеза Витолда. Од 1793. део је Руске Империје, односно Минског округа. Од 1921. до 1939. био је део Валажинског повјата Пољске. У саставу Белорусије је од 1939, прво као део Ивјанецког рејона, а потом од 1965. и Валожинског рејона.

## Демографија
Према процени за 2011. у вароши је живело 4.338 становника.
| 2009. | 2010. | 2011. |
| ----- | ----- | ----- |
| 4.358 | 4.301 | 4.338 |